# Tashkent Open 2014
Tashkent Open 2014 byl tenisový turnaj pořádaný jako součást ženského okruhu WTA Tour, který se hrál na otevřených dvorcích s tvrdým povrchem městské tenisového centra. Konal se mezi 8. až 13. zářím 2014 v uzbecké metropoli Taškentu jako 16. ročník turnaje.
Turnaj s rozpočtem 250 000 dolarů patřil do kategorie WTA International. Nejvýše nasazenou hráčkou ve dvouhře se stala jako v předešlém ročníku třicátá šestá tenistka světa Bojana Jovanovská ze Srbska, která byla současně obhájkyní titulu. Ve finále podlehla Italce Karin Knappové, jež vybojovala premiérovou trofej na okruhu WTA Tour. Deblovou soutěž opanovala srbsko-česká dvojice Aleksandra Krunićová a Kateřina Siniaková.

## Ženská dvouhra

### Nasazení
| Stát                           | Hráčka                | WTA  | Nasazení |
| ------------------------------ | --------------------- | ---- | -------- |
| Srbsko                         | Bojana Jovanovská     | 36.  | 1.       |
| Rumunsko                       | Irina-Camelia Beguová | 61.  | 2.       |
| Itálie                         | Karin Knappová        | 71.  | 3.       |
| Španělsko                      | Lara Arruabarrenová   | 75.  | 4.       |
| Chorvatsko                     | Donna Vekićová        | 79.  | 5.       |
| Japonsko                       | Misaki Doiová         | 90.  | 6.       |
| Německo                        | Anna-Lena Friedsamová | 100. | 7.       |
| Černá Hora                     | Danka Kovinićová      | 106. | 8.       |
| Žebříček WTA k 25. srpnu 2014. |                       |      |          |

### Jiné formy účasti
Následující hráčky obdržely divokou kartu do hlavní soutěže:
- Nigina Abduraimovová
- Akgul Amanmuradovová
- Jeļena Ostapenková

Následující hráčka postoupila do hlavní soutěže v důsledku chráněného žebříčku:
- Kateryna Bondarenková

Následující hráčky si zajistily postup do hlavní soutěže v kvalifikaci:
- Margarita Gasparjanová
- Ljudmyla Kičenoková
- Lesja Curenková
- Maryna Zanevská

### Odhlášení
před zahájením turnaje
- Stefanie Vögeleová

## Ženská čtyřhra

### Nasazení
| Stát                                                                       | Hráčka              | Stát          | Hráčka                     | WTA  | Nasazení |
| -------------------------------------------------------------------------- | ------------------- | ------------- | -------------------------- | ---- | -------- |
| Chorvatsko                                                                 | Darija Juraková     | Spojené státy | Megan Moultonová-Levyová   | 115. | 1.       |
| Japonsko                                                                   | Misaki Doiová       | Gruzie        | Oxana Kalašnikovová        | 168. | 2.       |
| Ukrajina                                                                   | Ljudmyla Kičenoková | Ukrajina      | Nadija Kičenoková          | 182. | 3.       |
| Bělorusko                                                                  | Olga Govorcovová    | Polsko        | Klaudia Jansová-Ignaciková | 184. | 4.       |
| Žebříček WTA k 25. srpnu 2014; číslo je součtem umístění obou členek páru. |                     |               |                            |      |          |

### Jiné formy účasti
Následující páry obdržely divokou kartu do hlavní soutěže:
- Vlada Jekšibarovová /  Arina Folcová
- Jovana Jakšićová /  Sabina Šaripovová

## Přehled finále

### Ženská dvouhra
- Karin Knappová vs.  Bojana Jovanovská, 6–2, 7–6(7–4)

### Ženská čtyřhra
- Aleksandra Krunićová /  Kateřina Siniaková vs.  Margarita Gasparjanová /  Alexandra Panovová, 6–2, 6–1